# 로빈 데이아나
로빈 데이아나(프랑스어: Robin Deiana 로뱅 데이아나[*], 1990년 7월 18일~)는 대한민국에서 활동하고 있는 프랑스 출신의 비보이, 모델, 방송인이다.
이탈리아인 아버지와 프랑스인 어머니 사이에서 태어났으며 프랑스 디종의 부르고뉴 대학교에서 컴퓨터공학을 전공하였다. 대한민국에는 건국대학교 교환학생으로 처음 오게 되었다.

## 학력
- 부르고뉴 대학교 컴퓨터공학

## 출연작

### 예능
- 《무한걸스》 (MBC 에브리원, 2013년)
- 《트로트X》 (M-net, 2014년)
- 《비정상회담》 (JTBC, 2014년~2015년, 2016년)
- 《더 모스트 뷰티풀데이즈》 (MBC 에브리원, 2014년)
- 《냉장고를 부탁해》 (JTBC, 2014년)
- 《해피타임》 (MBC, 2014년)
- 《우리동네 예체능》 (KBS2, 2015년)
- 《5일간의 썸머》 (JTBC, 2015년)
- 《내 친구의 집은 어디인가》 (JTBC, 2015년)
- 《어서와~ 한국은 처음이지?》 (MBC Every1, 2017년)
- 《불후의 명곡 - 전설을 노래하다》 (KBS2, 2018년)
- 《집사부일체》 (SBS, 2019년)
- 《친한 예능》 (MBN, 2020년)

### 드라마
- 2018년 KBS1 저녁 일일연속극 《내일도 맑음》 ... 레오 역
- 2019년 OCN 12부작 주말 미니시리즈 《킬잇》 ... 카리모프 2세 역
- 2019년 tvN 주말 미니시리즈 《날 녹여주오》 ... 니콜라이 역
- 2022년 tvN 수목 미니시리즈 《월수금화목토》 ... 우광남의 남자친구 역 (특별출연)
- 2023년 IHQ 11부작 웹 드라마 《린자면옥》
- 2023년 MBC 저녁 일일연속극 《하늘의 인연》

### 영화
- 《탄생》 (2022년) - 리브와 신부 역